# Girondins TV
 (juillet 2014).
Girondins TV était une chaîne de télévision française totalement consacrée à l'équipe des Girondins de Bordeaux. Elle est lancée le 14 août 2008 et est alors diffusée 7 jours sur 7, 24 h sur 24 sur le canal 95 de la TV d'Orange. Jean-Philippe Doux, journaliste de M6 est le président de cette chaîne.
Elle diffuse depuis le 17 novembre 2008 sur le canal 60 de Numericable, depuis le 20 décembre 2008 sur le canal 95 de Canalsat et depuis le 2 janvier 2012 sur le canal 87 de SFR.
Depuis juillet 2018, la chaîne des Girondins de Bordeaux ne produit plus aucun programme : il n'y a plus que des rediffusions.
Selon une information de France Bleu Gironde daté du 2 juillet 2018, le club des Girondins doit être racheté par des Américains, les salariés sont contraints de rester chez eux, Girondins TV cesse les nouveaux programmes et continue la diffusion des anciens programmes pour permettre d'assurer les contrats de diffusion.
Girondins TV a cessé d’émettre le 30 octobre 2018.

## Émissions
(juillet 2016).
- Le match : Retransmission du match à partir du dimanche à minuit. Il est précédé d'un avant match d'une demi-heure et d'un post-match de 30 minutes. Tout cela sera rediffusé à plusieurs reprises.
- Club House : Il s'agit d'un talk show diffusé dans les conditions du direct du mardi au vendredi à chaque fin d'entraînement, présenté par Emmanuel Bissirier qui reçoit un invité, les joueurs ou les membres du staff pour parler de l'actualité girondine.
- Flash : Flash info sur l'actualité du club, les prochains adversaires, les rendez-vous à venir...
- Match 1881 : Rediffusion d'un match historique avec des commentaires réactualisés d'Alain Bauderon, journaliste à Gold FM.
- Le match de l'an dernier : Rediffusion d'un match de la saison précédente en 60 minutes selon l'affiche de la semaine.
- CFA, le match : Retransmission en différé d'un match de l'équipe réserve (CFA) ou des moins de 18 ans.
- Cordon bleu marine : Cours de cuisine en compagnie d'un joueur.
- Autour du foot : magazine de 15 minutes
- Le live : magazine qui suit les joueurs en direct.

### 100% Girondins
100% Girondins est une émission de télévision française diffusée depuis le 7 septembre 2005 sur M6 puis sur W9 et présentée par Jean-Philippe Doux, puis David Madej, et Damien Albessard avec Marius Trésor.

#### Principe
L'émission est entièrement consacrée à l'actualité du club de football des Girondins de Bordeaux dont M6 est l'actionnaire principal.
Elle dure 2 heures.
 Durant la 1re heure, le match de Ligue 1 du soir est rediffusé et commenté par Damien Albessard et Marius Trésor.
Durant la 2e heure, Damien Albessard va dans les coulisses du stade afin d'interviewer les joueurs. 
Des reportages sur les entraînements et les joueurs girondins sont diffusés.

#### Présentateurs
L'émission a connu différents présentateurs :
Durant la saison 2005-2006, Jean-Philippe Doux produit l'émission (diffusée dans un premier temps sur M6, puis sur W9 et TPS Foot), mais il a ensuite eu une place plus importante au sein de la rédaction sportive de M6.
Le journaliste David Madej le remplace alors pour la saison 2006-2007 (diffusée sur W9 et TPS Foot), mais lui aussi, appelé par la Rédaction Nationale d'M6, fait le choix de quitter 100 % Girondins. Depuis, Il couvre notamment les grands évènements sportifs internationaux, et s'est également spécialisé dans les reportages à l'étranger, notamment dans les zones de conflits.
Damien Albessard prend les rênes de l'émission dans un ton un peu plus décalé.
Lors de la première année, Jean-Philippe Doux est rédacteur en chef, présentateur et commentateur des matches de l'émission.
La deuxième saison, David Madej est lui aussi rédacteur en chef de l'émission, présentateur et commentateur, mais il assure aussi la fonction de journaliste reporter d'images.
Lors de la dernière saison, retour à un organigramme plus traditionnel puisque Damien Albessard assure les fonctions de rédacteur, présentateur et commentateur.
Le consultant a toujours été Marius Trésor.

#### Suite de l'émission
L'émission restera maintenue à la rentrée des Girondins mais avec les nouveaux droits télé, elle est diffusée le dimanche soir à minuit. Jean-Philippe Doux commentant le match pour la GirondinsTV reprend les commandes de l'émission, toujours en compagnie de Marius Trésor.
Si la 1re partie reste la même (résumé d'1h du match), la 2e partie si elle diffuse toujours des reportages emploie les moyens techniques de GirondinsTV, des séquences diffusées dans la semaine sur la chaîne que ce soit sur le plateau ou des reportages sont rediffusés pendant l'émission.

## Identité visuelle (logo)

Logo de Girondins TV du 14 août 2008 au 30 octobre 2018.